# Sonno REM

Ipnogramma che mostra la suddivisione del sonno in fasi. Il sonno REM è evidenziato in rosso.

Il sonno REM, detto anche sonno paradosso o sonno paradossale, è una delle fasi del sonno. Esso si distingue nettamente per caratteristiche fisiologiche dalle altre fasi, che sono globalmente chiamate "sonno non REM" (NREM). 
L'acronimo R.E.M. deriva dalla locuzione inglese rapid eye movement ovvero movimento oculare rapido, che è il nistagmo che avviene durante tale fase del sonno, accompagnato da altre alterazioni corporali fisiologiche come irregolarità cardiaca, respiratoria e variazioni della pressione arteriosa.
Il sonno REM rappresenta, secondo i criteri internazionali della divisione tra i vari stadi del sonno, l'ultima delle 5 fasi macroscopiche in cui è diviso il sonno stesso. Numerosi studi convergono nell'evidenziare che il sonno REM è la fase più spesso accompagnata dai sogni.

## Storia
Nel 1913 Henri Piéron, scienziato francese, fu il primo ad affrontare il problema della fisiologia del sonno, ma la coniazione del termine "sonno REM" fu descritto per la prima volta nel 1953 da Eugene Aserinsky nel laboratorio di ricerca di Nathaniel Kleitman, a Chicago, e in seguito William Dement estese la ricerca descrivendo la natura ciclica del sonno. Un ciclo circadiano dura di norma 40 primi.
Dement e Kleitman hanno constatato sperimentalmente, svegliando i soggetti durante le varie fasi del sonno, che solo nel periodo di sonno REM si ha attività onirica con allucinazioni e autorappresentazioni, nelle quali il soggetto aveva esperienza di vissuti percettivi, assimilabili ad una forma di funzionamento psichico consono alle caratteristiche del processo primario, mentre il risveglio in fase non REM indicava esperienze mentali di tipo simile al pensiero del processo secondario.
Dement ha dimostrato che la privazione della possibilità di sognare, attraverso la privazione delle fasi REM, provoca l'insorgenza rapida di sintomi ansiosi, irritabilità, difficoltà di concentrazione, disturbi mnemonici, e se protratta a lungo, di sintomi psicotici come spunti di depersonalizzazione e di valenze paranoidi. Tutto ciò indica come sia indispensabile, per una sana integrazione psicologica, sognare.
I REM sono normali attività oculari della veglia, insieme ad altri parametri come i blink (traducibile come ammiccamenti spontanei) e attività spurie contribuiscono largamente nella polisonnografia ad identificare lo stato di veglia di un individuo. Nei REM sono inclusi anche i movimenti saccadici.

## Psiconeurologia del sonno

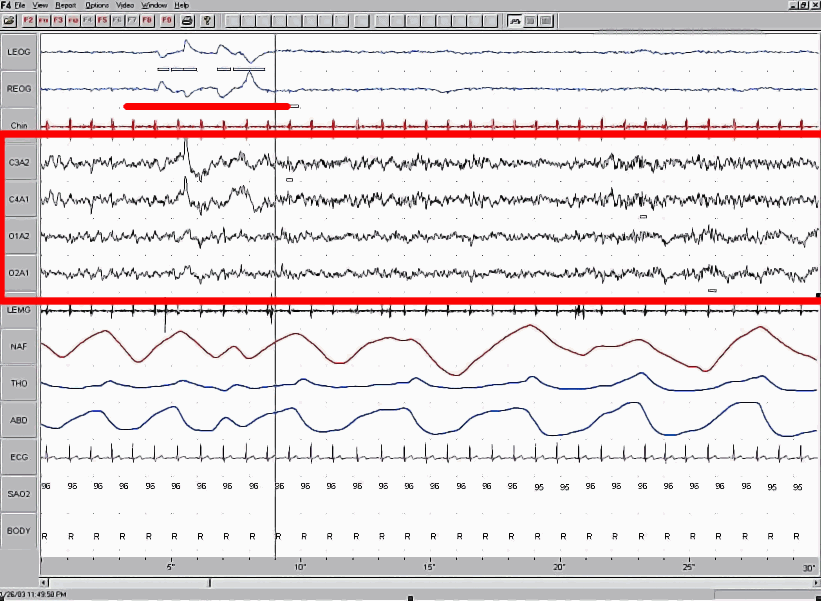
Registrazione polisonnografica del sonno REM. Il rettangolo rosso mostra l'elettroencefalografia, la linea rossa i movimenti oculari.

L'avanzata tecnologia nel campo della fisiologia ha portato i ricercatori a compiere studi anche sul sonno e sull'attività nervosa ad esso correlata. La registrazione dei potenziali nervosi applicata ai processi di attivazione cerebrale corticale che si verificano durante lo stato di veglia, compiuta da Berger nel 1929, ha condotto Kleitman a ricerche sulla registrazione di un'attività elettrica corticale notturna.
Utilizzando la tecnica di elettroencefalografia (EEG) si è visto che quando un individuo si assopisce e i suoi pensieri tendono "ad andare alla deriva", che in termini tecnici si dice fase ipnagogica del sonno, le onde cerebrali cominciano a rallentare. Quando un individuo comincia a sonnecchiare compaiono i "fusi del sonno" (spindles). Quando infine cade in "sonno profondo" il cervello produce le ampie "onde delta". Il sonno REM è caratterizzato da una spiccata attività cerebrale che sul tracciato elettroencefalografico si traduce nella presenza di onde cerebrali a frequenza mista di bassa tensione, con movimenti oculari rapidi e riduzione del tono muscolare antigravitario.

## Attività di ricerca sul sonno REM
Attraverso ricerche di elettroencefalografia del sonno REM, Mauro Mancia nel 1980 è arrivato a formulare un'ipotesi etologica del sonno e del sogno. L'ipotesi etologica è che il sonno rappresenti una forma particolare d'istinto, in cui si alternano ritmicamente fasi appetitive e fasi consumatorie in una successione caratteristica e regolare per ogni individuo che inizia all'addormentamento e finisce al risveglio. In questa teoria la fase non REM del sonno sarebbe la fase appetitiva del comportamento istintivo mentre il sonno REM sarebbe la fase consumatoria dell'istinto.
Si configura così una conferma alle intuizioni più originali di Sigmund Freud, 1900, in cui il sonno rappresenterebbe una catena di fasi legate al comportamento istintivo dove le pulsioni si possono esprimere e alla sua evoluzione teorica nel 1920 dove si dice che nel sogno si realizza, sotto la spinta del principio del piacere, una fusione pulsionale con soddisfazione allucinatoria dei desideri istintuali indispensabili per la crescita e l'economia della mente. Questa tesi è confermata dal fatto che le fasi REM sono molto più frequenti e prolungate in tutti gli animali la cui prole risulta nei primi anni di vita inadatta alla libera sopravvivenza. Al contrario, gli animali che nascono già in grado di procacciarsi il cibo e di trovare un rifugio hanno fasi REM estremamente brevi.